# Attis

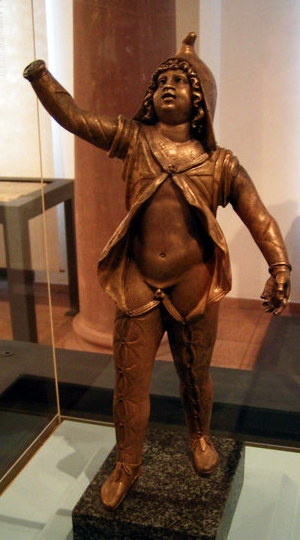
Bronsstaty av Attis.

Attis eller Atys i grekisk mytologi en frygisk hjälte som förknippades med Adonis och den mesopotamiske Tammuz.
Grekerna övertog den asiatiske modergudinnan Kybele, och deras mytologi beskriver hennes kärleksförhållande till Attis. I en berättelse beskrivs hur Attis kastrerar sig själv och förblöder under ett pinjeträd för att till slut själv förvandlas till ett träd.
Attis firades med en stor vårfest kring temat sorg och pånyttfödelse.